# Falcaria vulgaris
Falcaria es un género monotípico de planta herbácea perteneciente a la familia Apiaceae.  Su única especie: Falcaria vulgaris, es originaria de Eurasia.

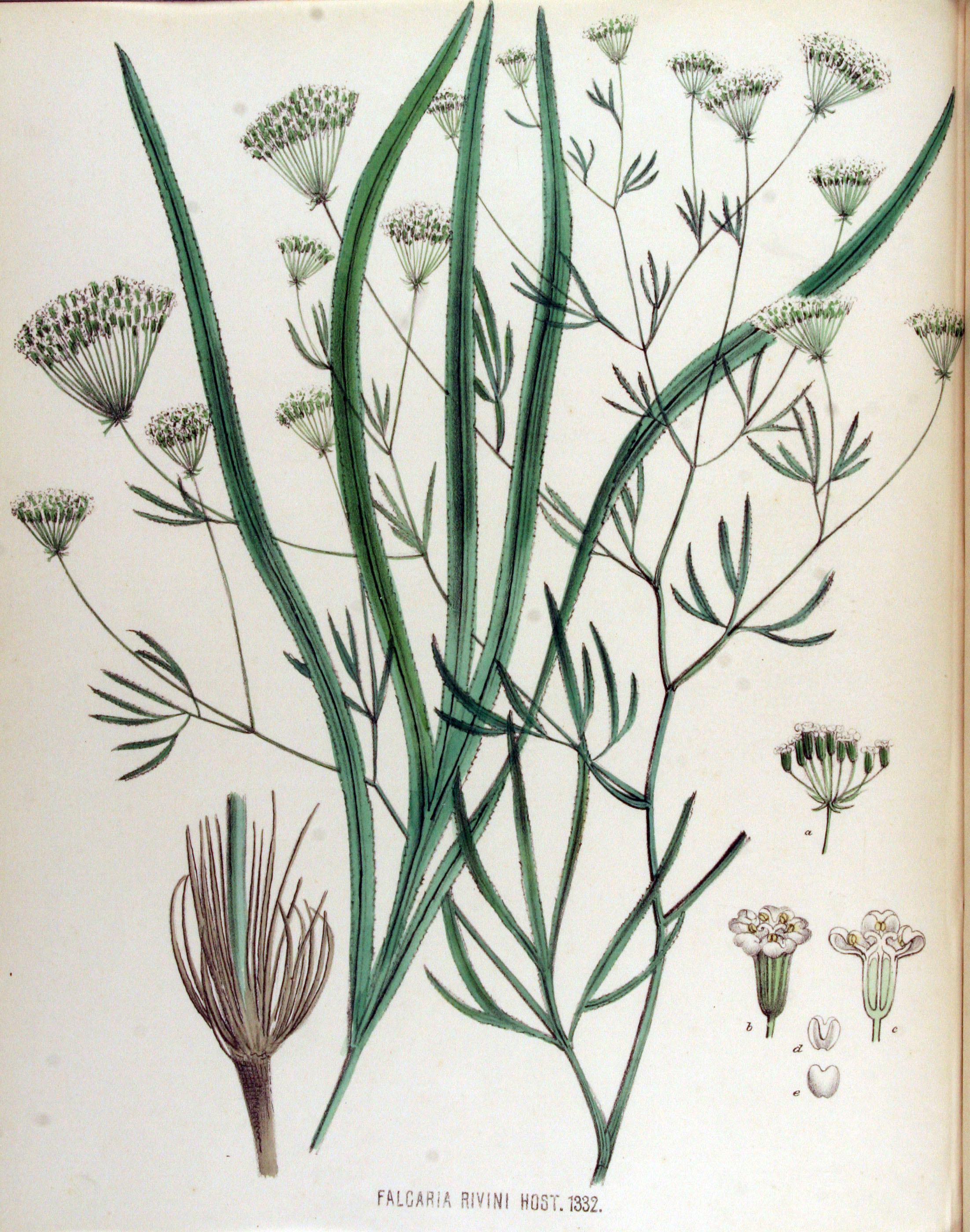
Ilustración

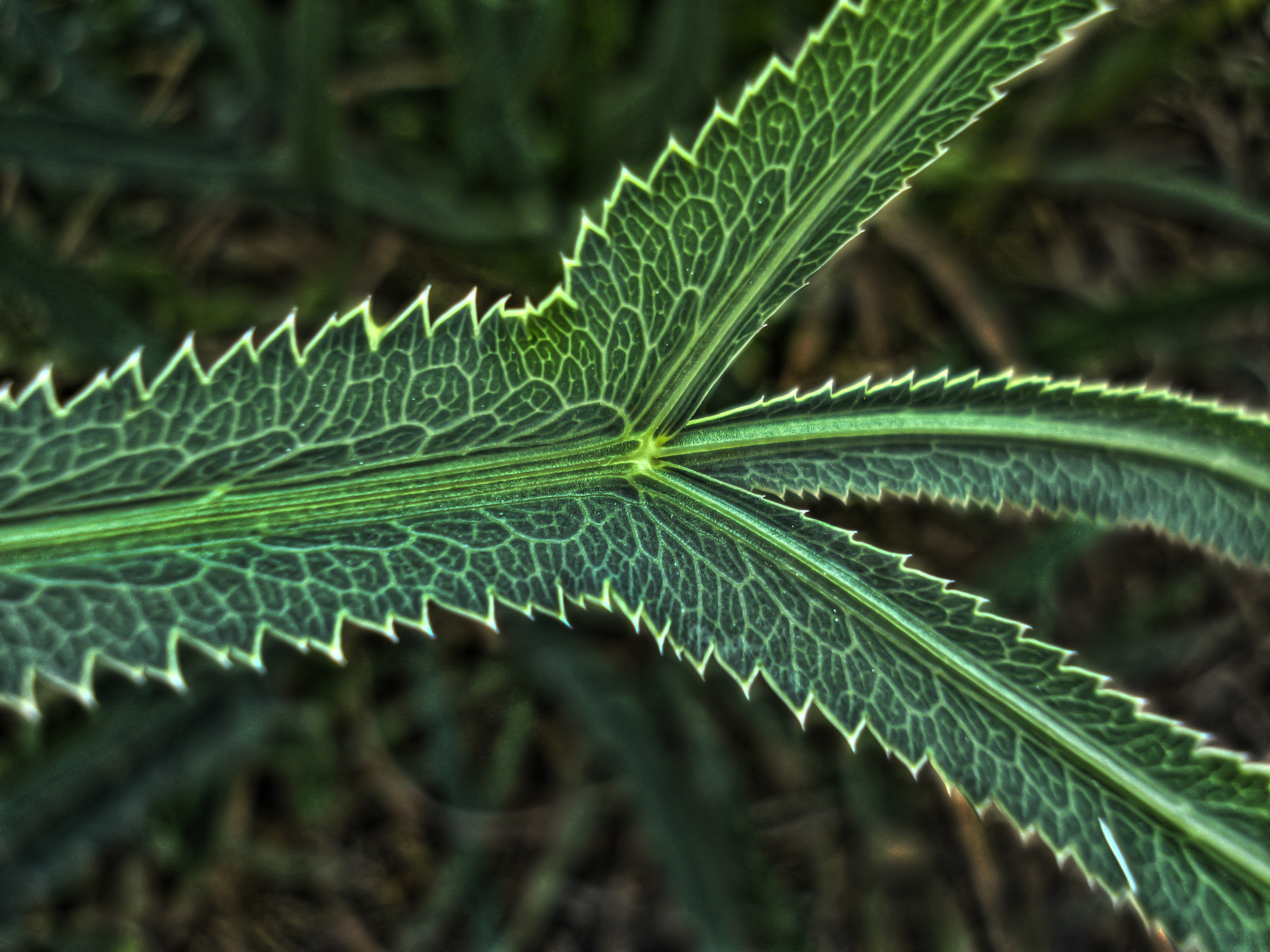
Detalle de la hoja

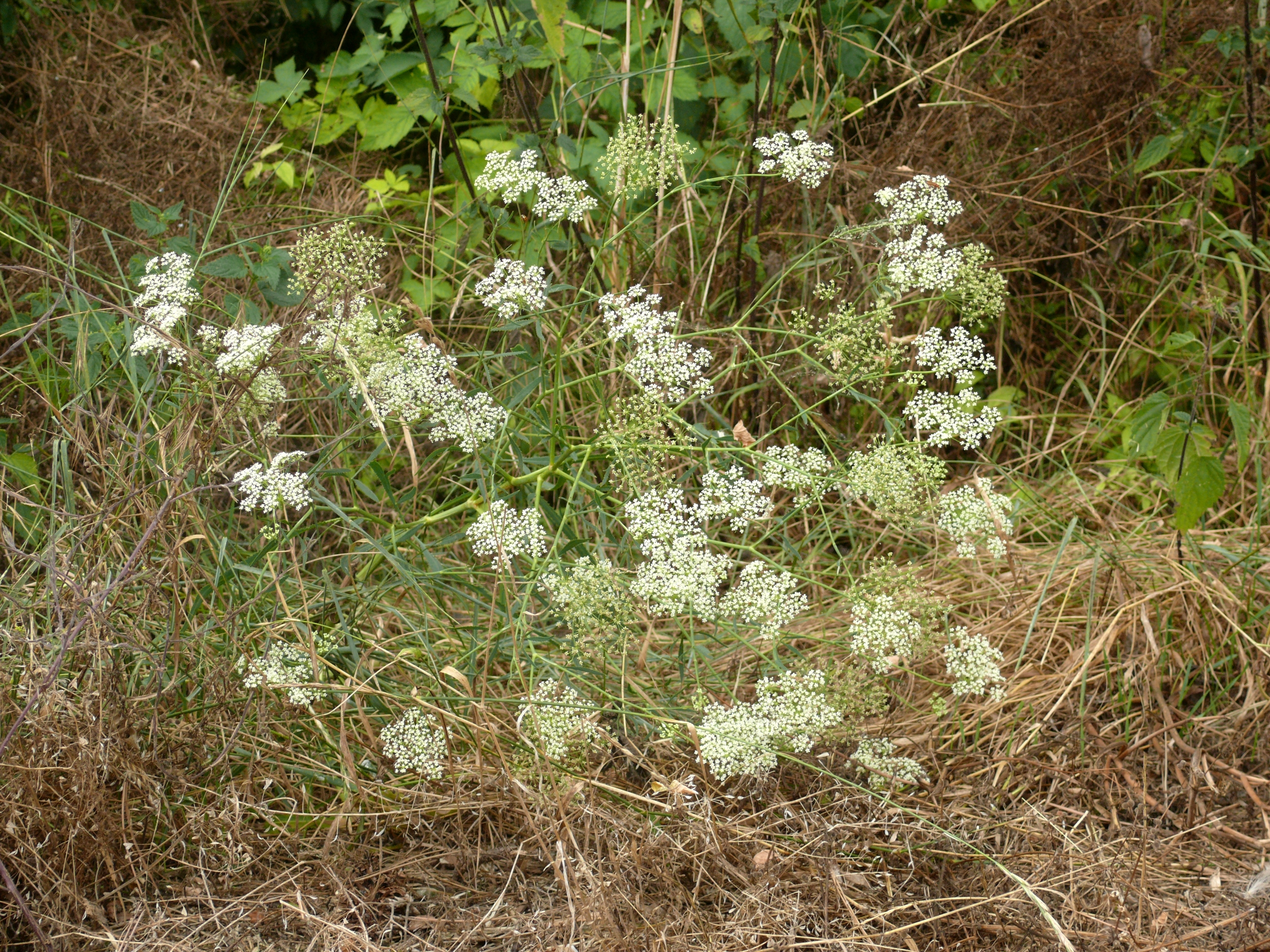
Inflorescencia

## Descripción
Son hierbas  bienales o perennes, glabras, glaucas, con raíces pivotantes largas. Tallos de 30-100 cm de largo, erectos o ascendentes. Hojas alternas y, a veces, también basales (1 o más hojas basales a veces presentes en la floración), la base del tallo y hojas generalmente inferiores largo pecioladas, las hojas medianas y superiores corto pecioladas o sésiles. Lámina de la hoja de 1-35 cm de largo, en términos generales oblongas a triangular-ovales en su contorno, las de la base del tallo y las hojas más inferior ternadas y  pinnadas 1-2 (-3) veces compuestas lobuladas, el eje principal (raquis), a menudo con alas por debajo de los puntos de fijación de los foliolos, los  finales  de 20-250 mm de largo, angostamente oblongas a lineares, estrechas en la base, se reduce a una punta afilada en la punta, los márgenes finamente dentados (los dientes son diminutos,  espinosos). Las inflorescencias terminales y axilares, en umbelas compuestas, en su mayoría de tallo largo. Involucro de 3-12 brácteas. Flores de 5 a numerosas en cada umbela, los tallos de 4-10 mm de largo. Frutas 2-5 mm de largo, angostamente oblongas, aplanadas lateralmente, glabras, de color marrón con costillas pálidas, los mericarpos menudo algo arqueado o curvado, con 5 costillas anchas y aplanadas (más anchas que los espacios entre ellos), estos carecen de alas. Tiene un número de cromosomas de 2 n = 22. Florece en julio-septiembre.

## Distribución y hábitat
Originaria de Eurasia, introdujo ampliamente, pero de forma esporádica en el noreste de EE. UU.). Se encuentra en los bordes de caminos, cercas y áreas abiertas y lugares perturbados.

## Taxonomía
Falcaria vulgaris fue descrita por  Johann Jakob Bernhardi y publicado en Systematisches Verzeichnis 176. 1800.
Sinonimia
- Bunium falcaria M.Bieb.
- Carum falcaria Lange
- Critamus agrestis (Hoffm.) Besser
- Critamus falcaria (L.) Rchb.
- Drepanophyllum agreste Hoffm.
- Drepanophyllum falcaria (L.) Desv.
- Drepanophyllum sioides (Asch.) Wibel
- Falcaria agrestis (Hoffm.) Sweet
- Falcaria falcaria (L.) H.Karst.
- Falcaria glauca Dulac
- Falcaria neglectissima Klokov
- Falcaria persica Stapf & Wettst.
- Falcaria rivini Host
- Falcaria serrata St.-Lag.
- Falcaria sioides Asch.
- Helosciadium falcaria Hegetschw.
- Prionitis falcaria Dumort.
- Prionitis falcata Delarbre
- Seseli falcaria Crantz
- Sium falcaria L.
- Sium falcatum Dubois[2]